# Kobylnice (Brno-vidéki járás)
Kobylnice település Csehországban, a Brno-vidéki járásban. Kobylnice Šlapanice, Ponětovice, Brno, Sokolnice és Prace településekkel határos. Lakosainak száma 1199 fő (2024. január 1.).

## Népesség
A település lakosságának változását az alábbi diagram mutatja:
| Lakosok száma | 406  | 552  | 843  | 845  | 912  | 819  | 1096 | 1134 | 1172 | 1199 |
|               | 1869 | 1890 | 1921 | 1950 | 1980 | 2001 | 2017 | 2019 | 2022 | 2024 |